# Ambrose
Ambrose es una ciudad ubicada en el condado de Divide en el estado estadounidense de Dakota del Norte. En el censo de 2010 tenía una población de 26 habitantes y una densidad poblacional de 9,43 personas por km².

## Geografía
Ambrose se encuentra ubicada en las coordenadas 48°57′22″N 103°28′52″O / 48.95611, -103.48111. Según la Oficina del Censo de los Estados Unidos, Ambrose tiene una superficie total de 2.76 km², de la cual 2.76 km² corresponden a tierra firme y (0%) 0 km² es agua.

## Demografía
Según el censo de 2010, había 26 personas residiendo en Ambrose. La densidad de población era de 9,43 hab./km². De los 26 habitantes, Ambrose estaba compuesto por el 100% blancos, el 0% eran afroamericanos, el 0% eran amerindios, el 0% eran asiáticos, el 0% eran isleños del Pacífico, el 0% eran de otras razas y el 0% pertenecían a dos o más razas. Del total de la población el 0% eran hispanos o latinos de cualquier raza.